# Victor Sköld
Kjell Victor Sköld, född 31 juli 1989 i Kalmar domkyrkoförsamling, är en svensk fotbollsspelare som spelar för Landvetter IS. Hans far, Kjell Johansson, som numera är lärare på Alströmergymnasiet, spelade 15 matcher som målvakt för Västra Frölunda IF i Allsvenskan 1995.

## Klubbkarriär
Skölds moderklubb är Holmalunds IF, men han gick som ung till IF Elfsborg. Han debuterade för Elfsborg den 16 maj 2008 mot Ängelholms FF i Svenska cupen, en match Elfsborg vann med 2–1. I juli samma år var han med och vann Gothia Cup med Elfsborgs juniorlag, efter att ha besegrat Liberty Professionals i finalen med 1–0. Sköld spelade dock inga ligamatcher för A-laget under sin tid i Elfsborg. Säsongerna 2010 och 2011 spelade han för FC Trollhättan. Han gjorde nio mål och tre assist i Superettan 2010 samt sju mål i division 1 2011.
2012 blev det åter spel i Superettan för Sköld som gick till Falkenbergs FF. Under första året blev det sju mål och fem assist på 25 matcher, varav 17 från start. Sköld började säsongen 2013 med att vara mållös i de sex första seriematcherna. Den sjunde omgången, mot IK Brage, var den enda gången under säsongen han var utanför startelvan. Därefter rullade det på för Sköld som gjorde 20 mål samt nio assist. Det slutade med att han vann Superettans poäng- och skytteliga under säsongen.
I november 2013 skrev han på ett tvåårskontrakt med Åtvidabergs FF. Den 21 april 2014 gjorde han sitt första allsvenska mål, när han kvitterade till 2–2 i den 84:e minuten mot Gefle IF.
Den 14 juli 2015 lämnade Victor Sköld Åtvidabergs FF för seriekonkurrenten IFK Göteborg, där han skrev på ett 2,5-årskontrakt. Sköld värvades dock i juli 2016 av Örebro SK, där han skrev på ett kontrakt över säsongen 2018.
I november 2018 skrev Victor Sköld på ett kontrakt med Örgryte IS, över säsongen 2019 med option på ytterligare ett år. I januari 2020 skrev han på ett nytt korttidskontrakt med klubben. I juni 2020 lämnade Sköld klubben. Samma månad blev han klar för FC Linköping City.
I december 2020 skrev han på ett kontrakt för division 3-klubben Landvetter IS.

## Landslagskarriär
Han har spelat fyra landskamper för Sveriges U19-landslag 2006.